# Додоши (Петриња)
Додоши су насељено место у саставу града Петриње, у Банији, Република Хрватска.

## Историја
Додоши су се од распада Југославије до августа 1995. године налазили у Републици Српској Крајини.

## Становништво
На попису становништва 2011. године, Додоши су имали 76 становника.

## Попис 1991.
На попису становништва 1991. године, насељено место Додоши је имало 205 становника, следећег националног састава:
| Попис 1991.‍ | Попис 1991.‍ | Попис 1991.‍ | Попис 1991.‍ | Попис 1991.‍ |
| ----------- | ----------- | ----------- | ----------- | ----------- |
|             |             |             |             |             |
| Срби        | Срби        |             | 201         | 98,04%      |
| Италијани   | Италијани   |             | 1           | 0,48%       |
| Југословени | Југословени |             | 1           | 0,48%       |
| Хрвати      | Хрвати      |             | 1           | 0,48%       |
| непознато   | непознато   |             | 1           | 0,48%       |
| укупно: 205 |             |             |             |             |